# Das zweite Gesicht des Dr. Jekyll
Das zweite Gesicht des Dr. Jekyll ist ein US-amerikanisches Horrordrama aus dem Jahr 1951 von Seymour Friedman mit Louis Hayward in der Titelrolle. Der Film wurde von Columbia Pictures produziert und wurde von dem 1886 veröffentlichten Roman Der seltsame Fall des Dr. Jekyll und Mr. Hyde von Robert Louis Stevenson inspiriert.

## Handlung
Im Sommer 1890 erhält ein Reporter vom London Daily Bulletin eine anonyme Nachricht, in der die Entlassung von Edward Utterson, Adoptivsohn des prominenten Anwalts John Utterson, von der Royal Academy of Sciences wegen verbotenen Experimenten angekündigt wird. Auf einer Wissenschaftsmesse plant Edward, der von der Entlassung noch nichts weiß, die Weiterführung der Experimente. Er macht seiner Freundin Lynn, Johns Tochter, einen Heiratsantrag, den diese glücklich annimmt. Edwards Mentor, der Psychologe Dr. Lanyon, ist besorgt über Edwards Situation. In einem Londoner Club klärt er ihn über seine Herkunft auf.
Edwards Mutter war eine Schauspielerin, sein Vater ein Wissenschaftler. Die Erfolglosigkeit seiner Experimente ließ ihn depressiv und verrückt werden. In der Folge tötete er seine Frau und verübte Selbstmord. Edward erkennt, dass Lanyon von dem berüchtigten Dr. Henry Jekyll spricht. Er bittet Lynn, mit der Hochzeit zu warten, denn er will seinen richtigen Namen annehmen und das Geheimnis um den Namen Jekyll lösen. Am gleichen Abend sucht er das verlassene Anwesen der Jekylls auf, was von der Presse ausgeschlachtet wird. Edward entschließt sich, das Anwesen und das Laboratorium zu renovieren und dort einzuziehen. Lanyon zeigt Edward die Notizen seines Vaters. Edward kommt zu dem Schluss, die Forschungen seines Vaters über Persönlichkeitswechsel fortzuführen und den Namen Jekyll reinzuwaschen.
Einige Tage später erhält Edward einen Brief von Lottie Sorelle, die behauptet, mit seinem Vater befreundet gewesen zu sein. Edward besucht die Frau, die bezeugt, dass Edwards Vater seine Mutter in einem Wutanfall getötet hat. Edward glaubt ihr nicht. Die Presse schreibt unterdessen über Jekyll und das angeblich verfluchte Anwesen. Edward führt die Forschungen seines Vaters fort, bleibt aber erfolglos. Lynn ist wegen Edwards Hingabe besorgt, beruhigt sich aber, als Edward Michaels, den Assistenten und Diener seines Vaters, engagiert. Eines Nachts erwacht Michaels von Geräuschen im Labor. Dort fügt Lanyon einer fast kompletten Formel etwas hinzu und kann das Labor vor Michaels Erscheinen verlassen. Edwards Experiment am folgenden Tag ist erfolgreich. Er lädt Lynn, Lanyon und die Presse zu einer Demonstration ein, die jedoch fehlschlägt.
Deprimiert nimmt Edward eine Einladung von Lotties Sohn Joe auf einige Drinks an. Als am Abend ein junger Mann aus der Gruppe Schaulustiger, die sich um Edwards Anwesen herum aufhalten, angegriffen wird, wird Edward verhaftet. Im folgenden Verhör sagen die Sorelles gegen Edward aus, woraufhin er in Lanyons Obhut gegeben wird. Edward schleicht sich davon, um die Sorelles zur Rede zu stellen, doch die sind nicht auffindbar. Ein Zettel führt Edward zu einem Pfandhaus, in dem er Joes Akkordeon findet und die neue Adresse der Familie herausfindet. Vor der Wohnung der Sorelles begegnet er Joes Frau Hazel. Bevor er mit ihr sprechen kann, kommt Joe hinzu und verwickelt Edward in einen Kampf. Ein Polizist beendet den Kampf, dabei kann Hazel Edward eine Notiz zustecken. In der Notiz fordert sie ihn auf, sie in Lotties alter Wohnung zu treffen. Als er dort auftaucht, findet er Hazels Leiche vor und sieht einen Mann flüchten.
Die Polizei fahndet nach Edward, der sich bei Lynn versteckt. Sie holt ihren Vater hinzu, der jedoch glaubt, Edward habe Hazel in einem Tobsuchtsanfall getötet. Zur gleichen Zeit trifft sich Lanyon mit Joe, der mehr Geld für die Teilnahme an der Intrige gegen Edward verlangt. Edward seinerseits misstraut Lanyon und erklärt dies John und Lynn. Er besucht Michaels, der ihn mit der Nennung einer besonderen Droge in den Experimenten seines Vaters verwirrt. Da diese Droge in den Notizen seines Vaters nicht auftaucht, schließt Edwards, dass Michaels von Lanyon bestochen wurde. Lynn soll die Notizen von Lanyon holen, die dem Psychologen jedoch von Edwards Misstrauen erzählt. Edward erkennt, dass Lanyons Notizen gefälscht sind.
Im Labor ist Lanyon dabei, die Originalnotizen zu verbrennen, wird dabei aber von Edward gestört. Lanyon erklärt, dass die Experimente seines Vaters ihn ruiniert haben und er nun das Anwesen als Kompensation erachte. Lanyon schlägt Edward nieder und lässt ihn im brennenden Labor liegen. Michaels holt Edward aus den Feuer heraus. Die Schaulustigen halten Lanyon für Edward und zwingen ihn wieder zurück ins Haus. Er versucht über das Dach zu entkommen, bricht ein und stürzt in die Flammen.

## Produktion

### Hintergrund
Gedreht wurde der Film vom 13. bis zum 30. März 1951.
Columbia entfernte den Credit für Autor Huebsch, da dieser nach Mexiko geflohen war, um nicht vor dem Komitee für unamerikanische Umtriebe aussagen zu müssen. Das Studio kontaktierte die Screen Writers Guild, um eine Sonderfreigabe für Huebschs Credit zu erreichen, blieb damit aber erfolglos. Als das Komitee versicherte, dass die Verweigerung einer Vorladung nicht illegal sei, kehrte Huebsch in die USA zurück, wurde aber auf die Schwarze Liste gesetzt.

### Stab
Walter Holscher oblag die künstlerische Leitung. William Kiernan war für das Szenenbild zuständig, Jean Louis für die Kostüme. Morris Stoloff war der musikalische Direktor.

### Besetzung
In kleinen nicht im Abspann erwähnten Nebenrollen traten Patrick Aherne, Hamilton Camp, Leslie Denison, Holmes Herbert, Olaf Hytten, Joyce Jameson, Doris Lloyd als Lottie Sorelle, Phyllis Morris und Leonard Mudie auf. Ebenfalls unerwähnt blieben Claire Carleton als Hazel Sorelle und Patrick O’Moore als Joe Sorelle.

## Veröffentlichung
Die Premiere des Films fand am 31. Oktober 1951 statt. In der Bundesrepublik Deutschland kam er am 18. September 1953 in die Kinos, in Österreich im Dezember 1953.

## Kritiken
Das Lexikon des internationalen Films schrieb: „Ein primitiver Versuch, die oft verfilmte Stevenson-Geschichte fortzusetzen.“
Der Kritiker des TV Guide beschrieb den Film als so langsam, dass die Zuschauer Vater und Sohn tot und begraben sehen wollen.